# Baird-partfutó
A Baird-partfutó (Calidris bairdii) a madarak (Aves) osztályának lilealakúak (Charadriiformes) rendjébe, ezen belül a szalonkafélék (Scolopacidae) családjába tartozó faj.

## Rendszerezése
A fajt Elliott Coues amerikai ornitológus írta le 1861-ben, az Actodromus  nembe Actodromus Bairdii néven. Faji és magyar nevét, Spencer Fullerton Baird amerikai ornitológusról kapta.

## Előfordulása
Észak-Amerika nyugati és Szibéria keleti részén fészkel. Telelni Dél-Amerikába vonul. Kóborlásai során eljut Európa nyugati részére is.
Természetes élőhelyei a tundrák, vízpartok, édesvizű és szikes tavak, valamint tengerpartok.

### Kárpát-medencei előfordulása
Magyarországon rendkívül ritka kóborló. 4 bizonyított előfordulása ismert: 2004 októberében az apaji Ürbői-halastavakon, 2005 szeptemberében a kunhegyesi Telekhalmi-halastavakon észleltek 1-1 fiatal példányt, majd 2008 februárjában a fertőújlaki Nyéki-szálláson, júniusban pedig a geszti Begécsi-halastavakon fordult elő 1-1 öreg példánya.

## Megjelenése
Testhossza 14-17 centiméter, szárnyfesztávolsága 36–40 centiméteres, testtömege 32–63 gramm közötti.
|  |  |

## Életmódja
Rovarokkal táplálkozik, de apró rákokat, puhatestűeket és férgeket is fogyaszt.

## Szaporodása
Fészkét a földre építi. A tojó 4 tojást rak, melyeken felváltva kotlanak 19-22 napig. A jó rejtőszínnel ellátott fiókák 16-20 napos korukban lesznek röpképesek.
|  |  |

## Természetvédelmi helyzete
Az elterjedési területe rendkívül nagy, egyedszáma pedig stabil. A Természetvédelmi Világszövetség Vörös listáján nem fenyegetett fajként szerepel. Magyarországon védett, természetvédelmi értéke 25 000 forint forint.